# Ch'aska Anka Ninawaman
Ch'aska Anka Ninawaman, née Eugenia Carlos Ríos (Chisikata, 1973) est une professeur, traductrice et femme de lettres péruvienne.

## Biographie
Elle est née dans une communauté quechua. En 1979, elle s'installe à Yauri et un an plus tard à Arequipa.
Elle commence à étudier à l'âge de quinze ans. Elle étudie l'éducation à l' Université nationale de Saint Antoine le Grand de Cuzco, avec un master à la Facultad Latinoamericana de Ciencias Sociales.
Elle travaille actuellement pour l'Institut national des langues et civilisations orientales à Paris.